# Kapala (Sikasso)
Kapala is een gemeente (commune) in de regio Sikasso in Mali. De gemeente telt 10.300 inwoners (2009).
De gemeente bestaat uit de volgende plaatsen:
- Bakaribougou
- Doulayebougou
- Gongasso
- Kaoura
- Kapala
- Katiorni
- Logani
- N'Golokouna
- Niagassoba
- Sanasso
- Tarkasso
- Tiogola
- Zansoni